# Блокбастер
Блокба́стер (англ. blockbuster, от block — квартал и bust — разрушать, букв. «разрушитель квартала») — очень популярный и коммерчески успешный продукт кино- и театральной индустрии. С середины 1970-х годов термин стал обозначать жанр высокобюджетных фильмов для массового зрителя, чаще голливудских, с участием известных актёров, с предполагаемым высоким (сотни миллионов долларов США) доходом в прокате. Применительно к фильмам синонимом слова блокбастер в русском языке являлось слово «супербоевик». С начала XXI века блокбастерами иногда стали называть популярные и высокодоходные произведения в литературе и вообще в поп-культуре.

## Термин
Неологизм, возникший в период Второй мировой войны для наименования особо мощных фугасных авиабомб весом от 1800 кг, способных при взрыве разрушить или повредить здания на площади, сопоставимой с городским кварталом.

…«блокбастер», придуманный в 1942 году неологизм, означающий бомбу для разрушения городов
Оригинальный текст (англ.)…“blockbuster”, originally a 1942 coinage for city-destroying bombs.
Данный термин, пришедший в театральный сленг, стал означать особенно успешную пьесу. В 1970-х годах блокбастерами в США стали называть фильмы, произведшие фурор (эффект разорвавшейся бомбы) и в результате собравшие большую кассу в прокате. При этом сам фильм по бюджету мог быть вполне скромным.
Существует другая версия появления этого термина, согласно которой термином «блокбастер», «разрушитель (бетонных) блоков», ещё в годы Первой мировой войны назывались специальные бетонобойные артиллерийские снаряды, предназначенные для разрушения долговременных укреплений. На протяжении почти всего XX века бланки билетов для кинотеатров печатались в США типографским способом (время сеанса и номер места на них проставлялись вручную при продаже) и поставлялись в кассы кинотеатров упакованными в плотные пачки, обёрнутые в папиросную бумагу. Вскрывая очередную такую пачку («block»), кассир часто просто резко ударял ею по краю стола, чтобы упаковка из папиросной бумаги лопнула. При большом потоке зрителей, высоком спросе на билеты резкие, похожие на выстрелы, хлопки раздавались в кассе почти ежеминутно — в результате фильмы, вызывавшие подобный зрительский ажиотаж, начали называть «сокрушителями (билетных) блоков», то есть «blockbusters».
В кино был использован ряд терминов для описания успешного фильма («хита»). В 1970-е годы встречались такие определения: «spectacular» (The Wall Street Journal), «super-grosser» (New York Times), и «super-blockbuster» (Variety).
Термин «блокбастер» закрепился в кинематографе в 1975 году после выхода на экраны блокбастера «Челюсти» режиссёра Стивена Спилберга и стал восприниматься как нечто новое: культурное явление, быстро развивающаяся сфера развлечений, почти жанр. Аудитория взаимодействовала с такими фильмами, говорила о них потом и возвращалась, чтобы увидеть их снова только для острых ощущений.

## Блокбастер как киножанр
До фильма «Челюсти», установившего рекорды кассовых сборов летом 1975 года, успешные фильмы, такие как «Quo Vadis», «Десять заповедей», «Унесённые ветром», и «Бен-Гур», назывались блокбастерами на основании исключительно суммы заработанных денег в прокате. «Челюсти» рассматривается как первый фильм «эры блокбастеров» Нового Голливуда в его нынешнем значении, подразумевая жанр фильма. Он также закрепил тренд «летнего блокбастера», согласно которой крупные студии и кинопрокатчики планируют всю их годовую маркетинговую стратегию вокруг большого релиза 4 июля.
«Челюсти» заработали в прокате свыше 100 млн долларов, и на некоторое время это стало той границей, выше которой фильм мог быть отнесён к категории блокбастера в Северной Америке. Тем не менее, ранние фильмы, такие как «Унесённые ветром» (1939) и «Звуки музыки» (1965) легко прошли этот порог.
После успеха «Челюстей» многие голливудские продюсеры пытались создать подобные «фильмы-события» (англ. event films) широкой коммерческой привлекательности. Кинокомпании дали зелёный свет всё более и более высокобюджетным фильмам и опирались широко на массивные рекламные кампании, проводящиеся в период кинопроката таких фильмов.
Хотя термин «блокбастер» первоначально определялся как реакция аудитории, через некоторое время этот термин в русском языке стал означать высокобюджетное производство, направленное на массовые рынки с привлечением соответствующей технологии торговли. Поскольку от успеха картины зависела финансовая судьба киностудии или дистрибьютора, для подобных фильмов появился термин «тентпол» (англоязычный цирковой термин, от англ. tent — купол, pole — шест, то есть стержень, на котором держится купол цирка-шапито). Тентпол стал определяться бюджетом производства и маркетинговыми усилиями, а не его успехом и популярностью. Таким образом, стало возможным ссылаться на такие фильмы, как «Годзилла» (1998) или «Последний киногерой» как на блокбастер, несмотря на кассовый провал. Аналогично в русском языке исказилось первоначальное значение термина «боевик»: в эпоху грампластинок «боевиками» назывались популярные аудиозаписи (хиты), затем — популярные фильмы, а в связи с тем, что во второй половине 1980-х годов популярность набрали зарубежные остросюжетные фильмы жанра экшен, наполненные «боевыми» сценами, «боевиками» стали называть экшен-фильмы.
В конце концов, акцент на создании тентполов — плановых блокбастеров стал настолько интенсивным, что это вызвало негативную реакцию кинокритиков и некоторых кинематографистов, осуждающих преобладание «блокбастерского менталитета» и оплакивающих смерть более скромных авторских и «более художественных» фильмов эпохи Нового Голливуда. Представителем такой точки зрения был журналист Питер Бискинд, который писал, что все студии хотели ещё одни «Челюсти», а затраты на производство выросли, они были менее готовы взять на себя риски и поэтому основывали блокбастеры на «самых низких общих знаменателях» массового рынка. В своей книге «Длинный хвост» Крис Андерсон по поводу фильмов-блокбастеров говорит, что общество, которое управляемо хитовыми продуктами и даёт зелёный свет только тем фильмам, которые, как ожидается, станут хитами, на самом деле является ограниченным обществом. Противоположную точку зрения высказал кинокритик Том Шоун, по мнению которого Лукас и Спилберг заново изобрели блокбастеры как быстро развивающуюся отрасль развлечений, активизировав киноиндустрию США, и заслуживают таким образом большего художественного и критического признания.

## Прибыль от инвестиций
Финансовые требования широкого маркетинга и дистрибуции блокбастера (помимо собственно съёмок и гонораров артистам и съёмочной группе) таковы, что для получения прибыли он должен заработать значительно больше, чем было потрачено на производство собственно фильма-блокбастера. Это привело к явлению, при котором такие блокбастеры, как «Супермен возвращается» (2006), «Повелитель стихий» (2010) и «Морской бой» (2012) были расценены как неудачи, несмотря на кассовые сборы более 300 миллионов долларов по всему миру. Как следствие, некоторые производители фильма обратились к дистрибуции небольших, но перспективных малобюджетных фильмов, надеясь на то, что при скромных затратах они принесут значительную отдачу. 
Когда низкобюджетный фильм становится успешным или превышает ожидания для фильмов в своем жанре, то этот фильм становится блокбастером в первоначальном значении этого слова. Такой фильм не может получить титул «блокбастер» в текущем значении этого слова и значится как hit или sleeper.
Примерами этого являются документальный фильм 2003 года «Проклятие», бюджет которого составил 218 долларов и чей кассовый сбор составил 1,16 млн долларов, обеспечив таким образом прибыль в размере 266 416 %. Более известным примером является триллер 2009 года «Паранормальное явление», бюджет которого составил 15 000 долларов, а кассовый сбор — более 196 млн долларов по всему миру.
Другие малобюджетные, кассовые фильмы: «Ведьма из Блэр», «Хэллоуин», «Криминальное чтиво», «Американские граффити», «Наполеон Динамит».